# 31944 Seyitherdem
31944 Seyitherdem è un asteroide della fascia principale. Scoperto nel 2000, presenta un'orbita caratterizzata da un semiasse maggiore pari a 2,3319387 UA e da un'eccentricità di 0,1350107, inclinata di 5,67006° rispetto all'eclittica.